# Liste der Monuments historiques in Châtel-Saint-Germain
Die Liste der Monuments historiques in Châtel-Saint-Germain führt die Monuments historiques in der französischen Gemeinde Châtel-Saint-Germain auf.

## Liste der Bauwerke
| Bezeichnung                                  | Beschreibung | Standort                     | Kennzeichnung | Schutzstatus   | Datum          | Bild           |
| -------------------------------------------- | --- | ---------------------------- | ------------- | -------------- | -------------- | -------------- |
| Château de Chahury                           | von 1910 bis 1912 erbaut, Architekt Adrien Collin; Innenausstattung im Stil des Art Nouveau; mit Wirtschaftsgebäuden und Wintergarten                                                           | Ruelle du Château (Lage)     | PA00106744    | Inscrit        | 1980           | weitere Bilder |
| Archäologischer Fundplatz Mont-Saint-Germain | Befunde von der Mittelsteinzeit bis zum 16. Jahrhundert, u. a. Erdwerk, Siedlungsanlage der Mediomatriker, Gräberfelder des 6. und 7. Jahrhunderts, Klosteranlage und Burg des 12. Jahrhunderts | nordöstlich des Ortes (Lage) | PA00135699    | Inscrit Classé | 1993 1995 2003 | weitere Bilder |